# Prinsbisdom Minden
Het prinsbisdom Minden was een prinsbisdom binnen het Heilige Roomse Rijk.

## Geschiedenis
Karel de Grote stichtte het bisdom Minden in 804. Het behoorde tot de kerkprovincie Keulen. De bisschop wist een klein prinsbisdom (wereldlijk gebied) te vormen, waarvoor hij in 1180 na de val van de hertog van Saksen, Hendrik de Leeuw de hertogelijke macht wist te krijgen. Van voorbijgaande aard was de verwerving van Hamelen van 1259 tot 1277 van de abdij van Fulda. Later kwamen daar nog wel bij het graafschap Stenvede en in 1398 de heerlijkheid van de edelen van Berg.
Nadat de stad zich onafhankelijk wist te maken van de bisschop, werd de residentie in 1306 naar Petershagen verplaatst.
Al vroeg werd de Reformatie ingevoerd, waarna het bisdom onder de invloed van de hertogen van Brunswijk-Wolfenbüttel raakte.	
In de Vrede van Osnabrück van 24 oktober 1648 werd in artikel 11, paragraaf 4 de keurvorst van Brandenburg door keizer en rijk beleend met het bisdom Minden. Deze overdracht maakte deel uit van een schadeloosstelling voor het feit dat Voor-Pommeren aan Zweden kwam, hoewel Brandenburg daar recht op had. De keurvorst van Brandenburg noemde zich sindsdien vorst van Minden.